# Miriam Mafai
Miriam Mafai, all'anagrafe Maria Mafai (Firenze, 2 febbraio 1926 – Roma, 9 aprile 2012), è stata una giornalista, scrittrice e politica italiana, tra i fondatori de la Repubblica e per trent'anni compagna di Gian Carlo Pajetta, storico esponente del PCI.

## Biografia
Assieme alle sorelle Simona e Giulia, Miriam Mafai nasce da una coppia di noti artisti italiani del XX secolo, il pittore Mario Mafai e la pittrice e scultrice Antonietta Raphaël, di origine ebraica, tra i fondatori della corrente artistica della Scuola Romana, che la educano all'antifascismo sin dagli anni trenta. Le tre sorelle ebbero il cognome materno sino al matrimonio dei genitori, nel 1935. Con l'introduzione delle leggi razziali, nel 1938, Miriam deve lasciare il ginnasio.
A seguito dell'8 settembre 1943, Miriam partecipa alla Resistenza antifascista a Roma, distribuendo volantini contro l'occupazione tedesca e lavorando, dal 1944, presso l'ufficio stampa del neo istituito ministero dell'Italia occupata, diretto da Mauro Scoccimarro, dove incontra Gian Carlo Pajetta, membro di una delegazione del Comitato di Liberazione Nazionale, di cui diviene amica e, diversi anni dopo, compagna. Nel dopoguerra si iscrive al Partito Comunista Italiano e sposa civilmente Umberto Scalia, segretario della Federazione del PCI dell'Aquila, dalla cui unione nasceranno la figlia Sara e il figlio Luciano.
Nei primi anni cinquanta è assessore al comune di Pescara, dove si occupa di gestire gli aiuti per sfollati e indigenti. Intraprende quindi la carriera giornalistica. Al termine degli anni cinquanta, Miriam Mafai è corrispondente da Parigi per il settimanale Vie nuove, quindi lavora per L'Unità e dalla metà degli anni sessanta al 1970 è direttrice di Noi donne; è poi inviata per Paese Sera. Contribuisce alla nascita de la Repubblica nel 1976 e ne diviene editorialista. Dal 1983 al 1986 è stata anche presidente della Federazione nazionale della stampa italiana.
Nel 1962 inizia una relazione con Gian Carlo Pajetta, di quindici anni più anziano, che dura fino alla morte di quest'ultimo nel 1990. Sul loro rapporto Miriam Mafai aveva detto: «Tra un weekend con Pajetta e un'inchiesta, io preferirò sempre, deciderò sempre, per la seconda». A partire dagli anni ottanta, al giornalismo Miriam Mafai affianca la scrittura di opere di saggistica: L'uomo che sognava la lotta armata (1984), biografia di Pietro Secchia; Pane Nero. Donne e vita quotidiana nella seconda guerra mondiale (1987); Il lungo freddo. Storia di Bruno Pontecorvo, lo scienziato che scelse l'Urss (1992), Premio Comisso sezione Biografia; Botteghe Oscure addio. Com'eravamo comunisti (Premio Cimitile nel 1996); Dimenticare Berlinguer (1996); Il sorpasso. Gli straordinari anni del miracolo economico 1958-1963 (1997); Il silenzio dei comunisti (2002). In ultimo aveva pubblicato nel 2006 Diario italiano, raccolta degli editoriali pubblicati su Repubblica a partire dal 1976.
Nel 1994 aderisce al partito Alleanza Democratica e alle elezioni di quell'anno viene eletta alla Camera dei deputati, nella XII Legislatura, per la coalizione di centrosinistra dei Progressisti.
Nel 2005 ha vinto il Premio Montanelli, per la sua attività votata allo sviluppo della cultura italiana del Novecento, con particolare attenzione al mondo femminile. Nel corso della sua attività di scrittrice questa attenzione non venne mai meno: in occasione del suo ottantesimo compleanno ebbe modo di dichiarare: «Alle giovani dico sempre di non abbassare la guardia, non si sa mai. Le conquiste delle donne sono ancora troppo recenti».

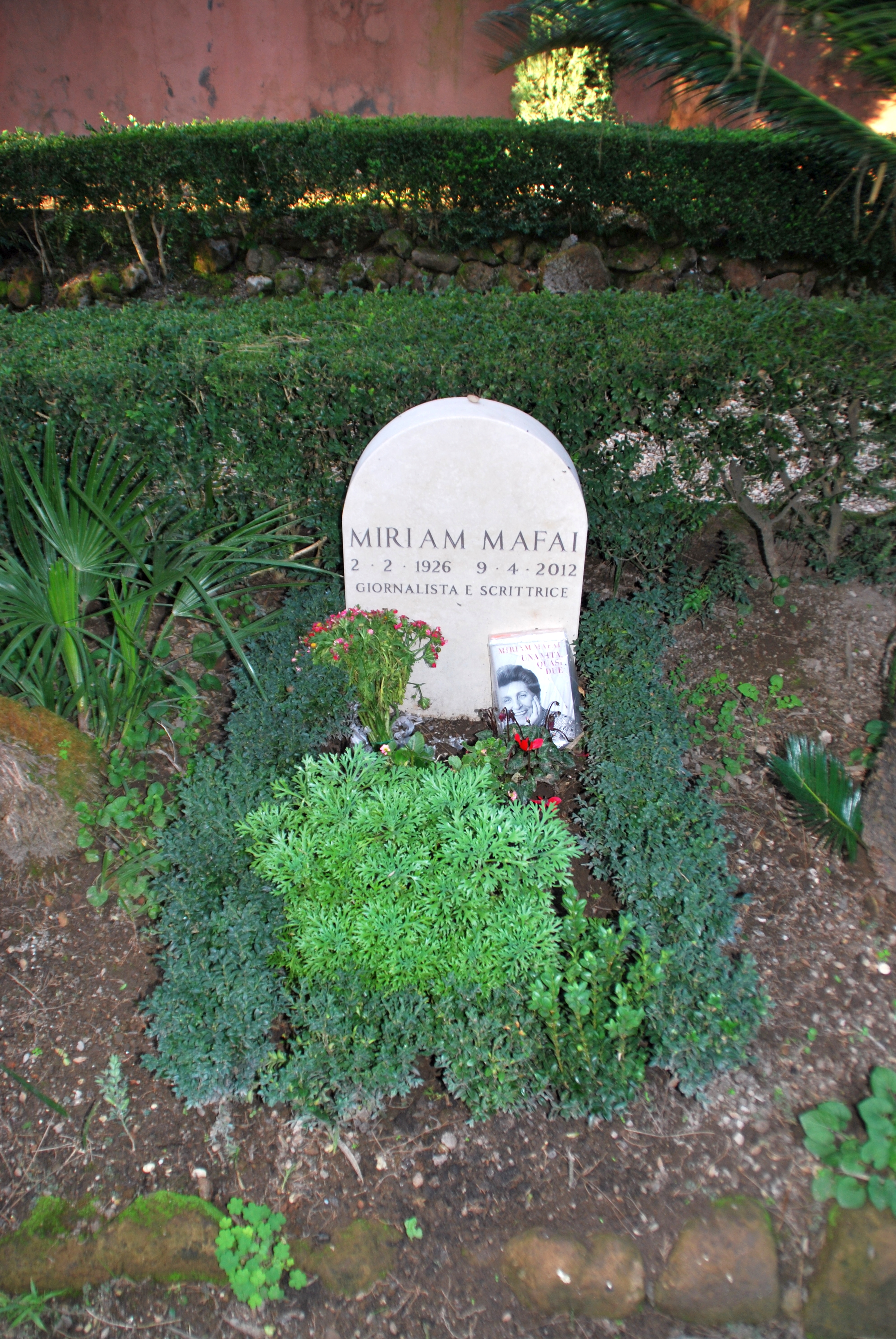
La tomba di Miriam Mafai, al cimitero acattolico di Roma

Tra i temi di maggior interesse e attualità, Miriam Mafai si è espressa su divorzio, aborto, referendum, laicità dello Stato, legge sulla fecondazione assistita e condizione femminile, oltre che sui temi più generali della politica e dei diritti dei lavoratori. Per questo suo impegno sociale e su tematiche care alle donne Eugenio Scalfari, fondatore de la Repubblica la definì "una donna laica e libera" e ancora, riferendosi ai trascorsi degli anni cinquanta nel Partito Comunista Italiano, "una femminista nel partito più maschilista di tutti". Nonostante questa sua forte tensione morale seppe sempre coniugare la forza dell'impegno con la dolcezza del carattere che le era proprio, meritando da Ezio Mauro, direttore de la Repubblica al momento della scomparsa, la definizione di "fortissima e dolcissima".
È morta a Roma il 9 aprile 2012. Al termine della cerimonia funebre il feretro della scrittrice è stato cremato presso il cimitero di Prima Porta. Le ceneri sono ora conservate nel cimitero acattolico di Roma.
Il giorno della sua scomparsa, il Presidente della Repubblica Italiana in carica, Giorgio Napolitano, la ricorda in un messaggio di cordoglio ufficiale rammentandone la forte personalità, il temperamento morale alieno da convenzionalismi e faziosità e il grande talento giornalistico uniti alla combattività che le permisero di divenire una significativa scrittrice strettamente legata al movimento per l'emancipazione delle donne e, più in generale, all'attività politica della sinistra italiana. Il messaggio si conclude con un ricordo personale che ne sottolinea l'umanità: «Nel ricordare la schietta amicizia che ci ha così a lungo legati, mi resta vivissima l'immagine della sua umanità appassionata, affettuosa e aperta».

## L'autobiografia
Per anni Miriam Mafai aveva declinato gli inviti di grandi editori a scrivere la propria autobiografia, verosimilmente nel timore di erigere un piccolo "monumento" a se stessa. Tuttavia la malattia fece cambiare idea alla scrittrice che nell'ultimo periodo di vita si era messa a lavorare tenacemente al racconto della sua vita, quello di una donna che visse da protagonista i grandi eventi e le battaglie del XX secolo, intenso e tormentato.
Il libro non è stato concluso e si ferma agli avvenimenti del 1956, quando la scrittrice lascia il lavoro nel Partito Comunista e ritorna in Francia, a Parigi, luogo caro alla Mafai e ai suoi genitori.
Il libro dal titolo Una vita, quasi due è edito da Rizzoli. L'edizione presenta una prefazione della figlia Sara Scalia e un'introduzione di Corrado Augias.

## Opere
- Roma cento anni fa, Roma, Il rinnovamento, 1973.
- Lombardi, Milano, Feltrinelli, 1976.
- L'apprendistato della politica. Le donne italiane nel dopoguerra, Roma, Editori Riuniti, 1979.
- L'uomo che sognava la lotta armata. La storia di Pietro Secchia, Milano, Rizzoli, 1984. ISBN 88-17-53498-6
- Pane nero. Donne e vita quotidiana nella seconda guerra mondiale, Milano, Arnoldo Mondadori Editore, 1987. ISBN 88-04-29840-5
- Il lungo freddo. Storia di Bruno Pontecorvo, lo scienziato che scelse l'Urss, Milano, Mondadori, 1992. ISBN 88-04-33922-5
- Il morso della mela. Interviste sul femminismo, con Ginevra Conti Odorisio e Gianna Schelotto, Rionero in Vulture, Calice, 1993.
- Le donne italiane. Il chi è del '900, a cura di, Milano, Rizzoli, 1993. ISBN 88-17-84229-X
- Botteghe oscure, addio. Com'eravamo comunisti, Milano, Mondadori, 1996. ISBN 88-04-41051-5
- Dimenticare Berlinguer. La sinistra italiana e la tradizione comunista, Roma, Donzelli editore, 1996. ISBN 88-7989-291-6
- Il sorpasso. Gli straordinari anni del miracolo economico, 1958-1963, Milano, Mondadori, 1997. ISBN 88-04-40062-5
- Il silenzio dei comunisti, con Vittorio Foa e Alfredo Reichlin, Torino, Einaudi editore, 2002. ISBN 88-06-16353-1
- Diario italiano, 1976-2006, Roma-Bari, Laterza editrice, 2006. ISBN 88-420-8097-7
- Una vita, quasi due, Milano, Rizzoli, 2012. ISBN 978-88-17-06090-5

## Dediche
- In occasione del decimo anniversario della morte, a Miriam Mafai è stato intitolato un viale di Villa Doria-Pamphilj, a Roma, nelle vicinanze della casa nella quale la giornalista visse per molti anni.[8]